# CAd3-ZEBOV
cAd3-ZEBOV ist ein experimenteller rekombinanter Impfstoff gegen das Ebolavirus.

## Eigenschaften
cAd3-ZEBOV ist ein viraler Vektor, der auf dem Schimpansen-Adenovirus Typ 3 (chAdV3) basiert. Zur Erzeugung des Impfstoffs wurde in dessen Genom ein Gen aus dem Ebolavirus eingefügt, welches die viralen Glykoproteine (GP) des Zaire-Ebolavirus und des Sudan-Ebolavirus codiert. Die Verabreichung erfolgt durch intramuskuläre Injektion. cAd3-ZEBOV wurde von GlaxoSmithKline entwickelt. Der Impfstoff wurde ab September 2014 in klinischen Studien untersucht.